# Скиве-О
Ски́ве-О, в верховьях Ка́руп-О (дат. Skive Å, Karup Å, Skive-Karup Å, Skiveå, Karupå) — река в Дании, в регионе Центральная Ютландия. Длина реки — 92 км. Площадь водосборного бассейна — 763 км². Расход воды — 9,3 м³/с.

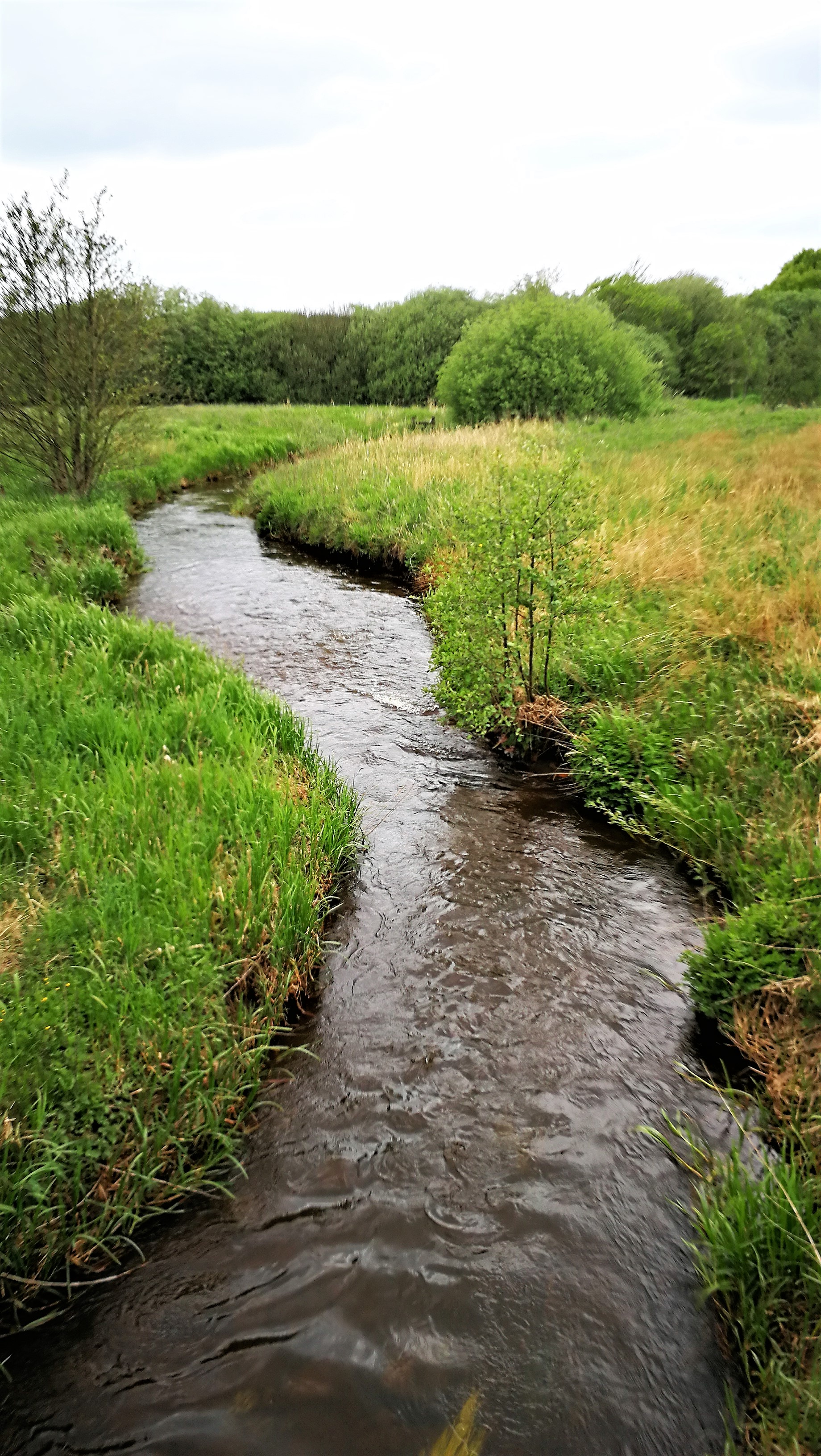
Река Каруп около Скюггоре

Начинается из болота между Силькеборгом и Икастом на восточной окраине населённого пункта Бординг. В верховьях протекает по окраине лесного массива. Течёт на северо-северо-запад через населённые пункты Каруп, Ресен, Вристед. В низовьях отклоняется к северу. Впадает на территории города Скиве в Скиве-фьорд — южный залив Лим-фьорда.
Рельеф бассейна реки представлен зандровыми равнинами, сложенными хорошо проницаемыми песчаными и гравийными отложениями с редкими включениями линз моренной глины. Глубина водоносных слоёв — от 1 до 90 м в зависимости от рельефа, мощность — от 10 до 90 м.
В реке обитает популяция кумжи.